# José Ramón Larraz
José Ramón Larraz (ur. 1929 w Barcelonie, zm. 3 września 2013 w Maladze) – hiszpański scenarzysta i reżyser.

## Wybrana filmografia
scenarzysta
- 1970: Whirlpool
- 1977: El Mirón
- 1980: Madame O i jej uczennice
- 1982: Stygmat

reżyser
- 1970: Whirlpool
- 1974: Symptoms
- 1977: El Mirón
- 1987: Descanse en piezas
- 2002: Viento del pueblo: Miguel Hernandez

## Nagrody i nominacje
Został nominowany do nagrody Złotej Palmy.